# Marat Natfulowitsch Kalimulin
Marat Natfulowitsch Kalimulin (russisch Марат Натфулович Калимулин; * 20. August 1988 in Toljatti, Russische SFSR; † 7. September 2011 in Tunoschna bei Jaroslawl) war ein russischer Eishockeyspieler, der während seiner Karriere für den HK Lada Toljatti und Lokomotive Jaroslawl in der Kontinentalen Hockey-Liga unter Vertrag stand.

## Karriere
Marat Kalimulin begann seine Karriere als Eishockeyspieler im Nachwuchsbereich des HK Lada Toljatti, für dessen Profimannschaft er in der Saison 2005/06 sein Debüt in der russischen Superliga gab. Dabei erzielte der Verteidiger in elf Spielen ein Tor und bereitete ein weiteres vor. Mit Lada gewann er 2006 den IIHF Continental Cup. In dieser wie in der folgenden Spielzeit kam er jedoch fast ausschließlich für Ladas zweite Mannschaft in der drittklassigen Perwaja Liga zum Einsatz. Seit der Saison 2008/09 spielte der Junioren-Nationalspieler für Toljatti in der neu gegründeten Kontinentalen Hockey-Liga. 2010 wechselte er zu Lokomotive Jaroslawl.
Kalimulin kam am 7. September 2011 bei einem Flugzeugabsturz bei Jaroslawl ums Leben. 

### International
Für Russland nahm Kalimulin an der U20-Junioren-Weltmeisterschaft 2008 teil, bei der er mit seiner Mannschaft den dritten Platz belegte.

## Erfolge und Auszeichnungen
- 2006 IIHF-Continental-Cup-Gewinn mit dem HK Lada Toljatti
- 2008 Bronzemedaille bei der U20-Junioren-Weltmeisterschaft
- 2011 KHL-Verteidiger des Monats März